# نصب الأمير ديبونيجورو
نصب الأمير ديبونيجورو هو تمثال يمثل فروسية الأمير الجاوي ديبونيجورو، يصوره التمثال وهو يركب حصانه منطلقًا بجرأة. يقع التمثال في ميدان ميرديكا بجاكرتا في الجزء الشمالي من الحديقة. يرمز التمثال إلى قيادة ديبونيجورو لشعبه ضد الحكام الاستعماريين الهولنديين خلال حرب جاوة 1825-1830. تم تصميم التمثال من قبل النحات الإيطالي فيتوريو دي كولبيرتالدو. تم التبرع بها لإندونيسيا في عام 1965 من قبل الدكتور ماريو بيتو، وهو رجل أعمال إيطالي ثري كان قد شغل منصب القنصل العام الإيطالي لإندونيسيا في أوائل عقد السبعينات من القرن العشرين.